# Hanafuda
Hanafuda (花札) er japanske blomstrede spillekort, der bruges til at spille forskellige spil med. Hanafuda betyder direkte oversat "blomster kort". Navnet hanafuda bruges også til at betegne de forskellige spil, man kan spille med kortene. Spillene går ud på at få samlet forskellige kombinationer af blomsterne og planterne hurtigst muligt.
Kortene er opstillet i 12 månedsæt med forskellige blomster og træer, skriftruller og specielle kort med små landskaber og dyr. Kortene har ingen talsymboler.
Kortene er forholdsvis små sammenlignet med vestlige spillekort (cirka en tredjedel størrelse i forhold til et vestligt kort). De er også printet på stift, tykt pap, så de er ikke så bøjelige som vestlige kort er. Motiverne er meget stiliserede symboler på planter, dyr og landskaber. Motiverne er flade og meget grafiske, med tydelige streger, uden perspektiv og uden skyggelægning. Farverne er simple og stærke: alle blomsterne er røde, uanset virkelig udseende, med sorte blade og sorte planter, med lidt gule og blå detaljer, og helt orange dyr, stillet op mod hvid baggrund. Ofte har kortene en tyk, sort kant og helt sort bagside. De helt røde blomster, sorte blade, helt orange dyr og farveflader skyldes de traditionelle japanske trykkemetoder med håndstempler.
Kortene har ikke skiftet deres oprindelige udseende siden slutningen af det 19. århundrede, idet man ynder traditionsbevarelse i det forholdsvis konservative Japan.
Det internationale symbol på Hanafuda-kort og spillet er det specielle Susuki Pampasgræs Landskabskort for august måned: Hvid Fuldmåne på rød Himmel over sort bakkelandskab (den sorte bakke symboliserer susuki pampasgræs).
I dag er spillekortene populære også i Korea, hvor de kaldes Hwatu (화투 kort) og trykkes oftest med orange kant og bagside ist. for sort.
Hanafudakort er også populære på Hawaii, hvor de kaldes for Sakura (japansk for kirsebærblomster).
I Japan blev spilfirmaet Nintendo oprindelig stiftet som kortspilstrykkeri, der trykkede netop Hanafuda kort og andre spillekort.

## Historie
Da Japan havde officielt lukket for al kontakt med den vestlige verden i 1633, blev vestlige spillekort og hasardspil også hermed forbudt. 
På trods af forbuddet, forblev hasardspil med spillekort stadigt meget populære. Private hasardspil var ulovlige, men kortspil som sådan var stadig tilladte.
Derfor har opfindsomme japanere skabt nye slags spillekort med forskellige motiver for at omgå forbuddet.
For eksempel, i løbet af Edo-perioden, blev et kortspil kaldt Mekuri Karuta enormt populært. Det bestod af 48 kort, divideret i fire sæt på 12 kort og var så populært et hasardspil, at det blev direkte forbudt ved lov i 1791.
Forbuddet forhindrede dog ingen, og adskillige nye kortspil blev herefter udtænkt og designet, bare for at blive forbudt igen, da de brugtes så ihærdigt til hasardspil.
Endelig måtte den japanske regering indse, at kortspil vil altid være populær underholdning hos befolkningen, og de strikse love imod hasard blev lempet.
Til sidst blev officielle kortspil som Hanafuda og Kabufuda opfundet og tilladt. I Hanafuda har man sammenlagt traditionelle japanske spil med farverige spillekort designet i vestlig stil. Siden Hanafuda kortene ikke har talværdier, består spillet i at samle forskellige kombinationer af billeder, og det tager forholdsvis lang tid at samle og vinde. Dette besværliggør hasardspil. Selvfølgeligt er det stadig muligt at drive hasard ved at tildele forskellige antal points for ethvert Hanafuda kort og de forskellige kombinationer af kort. På dette tidspunkt i slutningen af 19. århundrede var kortspil dog ikke så populære, takket være den japanske regeringsforbud og forfølgelse af hasard.
I 1889 grundlagde japaneren Fusajiro Yamauchi firmaet Nintendo Koppai, som producerede og solgte kort som Hanafuda, håndmalet på morbærtræbark. Snart begyndte den japanske mafia Yakuza at bruge disse Hanafuda kort til hasard i sine spillesteder, og derved blev kortspil igen populære i Japan.
Efterhånden blev Nintendo den internationale spilgigant vi kender i dag, og selvom firmaets fokus og største indtjening er på videospil, sælger Nintendo stadig sine oprindelige Hanafuda kort i Japan. Kortspillet produceres mest for at ære firmaets ydmyge start og for at huske firmaets historie, ikke for profittens skyld. Nintendo har endda udgivet en speciel Mario udgave af kortene, som kunne fås i Club Nintendo.

## Kortene
Hanafuda består af tolv sæt af kort, hvor et sæt står for en måned. Hver måned er symboliseret af en blomst eller plante, og hvert sæt har fire kort. Typisk vil hvert sæt have tre almindelige kort med forskellige versioner af blomst eller plante, og 1-2 særlige kort, gerne med et dyr eller et landskab vist sammen med månedens plante. Points er her opstillet kun til generel orientering, da spillene går mest ud på at samle særlige kombinationer af billederne.
| Måned     | Blomst og Plante               | Kort | Månedens kort |
| --------- | ------------------------------ | --- | ------------- |
| Januar    | Matsu (松, fyrretræ)           | To Almindelige kort (1 point), en Poesi Skriftrulle (5 points) og et Specialkort: Trane og Sol mellem Fyrretræer (20 points)                                 |               |
| Februar   | Ume (梅, blommeblomst)         | To Almindelige kort (1 point), en Poesi Skriftrulle (5 points) og et Specialkort: Japansk Nattergal i et Blommetræ (10 points)                               |               |
| Marts     | Sakura (桜, kirsebærblomst)    | To Almindelige kort (1 point), en Poesi Skriftrulle (5 points) og et Specialkort: Jinmaku Forhæng med kirsæberblomster(20 points)                            |               |
| April     | Fuji (藤, wisteria)            | To Almindelige kort (1 point), en Rød Skriftrulle (5 points) og et Specialkort: Gøgefugl flyvende ved Wisteriatræ (10 points)                                |               |
| Maj       | Ayame (菖蒲, Iris-blomst       | To Almindelige kort (1 point), en Rød Skriftrulle (5 points) og et Specialkort: Iris-blomster og Otteplanket Bro (10 points)                                 |               |
| Juni      | Botan (牡丹, Pæon)             | To Almindelige kort (1 point), en Blå Skriftrulle (5 points) og et Specialkort: Sommerfugle over Pæon blomst (10 points)                                     |               |
| Juli      | Hagi (萩, Busket Kløver)       | To Almindelige kort (1 point), en Rød Skriftrulle (5 points) og et Specialkort: Vildsvin rodende i Kløver (10 points)                                        |               |
| August    | Susuki (薄, Susuki Pampasgræs) | To Almindelige kort (1 point), To Specialkort: Flyvende Gæs (10 points), Fuldmåne på Rød Himmel over Pampasgræsbakke (20 points)                             |               |
| September | Kiku (菊, Chrysanthemum)       | To Almindelige kort (1 point), en Blå Skriftrulle (5 points) og et Specialkort: Poesi Sakekop (10 points)                                                    |               |
| Oktober   | Momiji (紅葉, Ahorn)           | To Almindelige kort (1 point), en Blå Skriftrulle (5 points) og et Specialkort: Dådyr og Ahorn (10 points)                                                   |               |
| November  | Yanagi (柳, Piletræ)           | En Rød Skriftrulle (5 points) og tre Specialkort: Lyn og Torden (1 point), Svale (10 points), Ono no Michikaze ("Regnmanden") med Paraply og Frø (20 points) |               |
| December  | Kiri (桐, Paulownia)           | Tre Almindelige kort (1 point), og et Specialkort: Kinesisk Fasan ved Paulownia blade (20 points)                                                            |               |

## Forskellige Hanafuda kortspil
Følgende er nogle af de forskellige spil, man kan spille med hanafuda kortene. Spillene er oftest turbaserede, nogle kort er skjulte i stakke på bordet, nogle ligger åbent på bordet, nogle kort får spillerne i hånden osv. Nogle af spillene minder om rummy eller poker.
- Koi-Koi (kom nu, kom nu), hvor kombinationerne kaldes for yaku.
- Hachi-hachi (otte-otte)
- Hana Awase
- Mushi
- Sudaoshi
- Tensho
- Hachi
- Hawaii Koi-Koi (populært på Hawaii)
- koreansk spil Go-Stop